# Тетиевский кирпичный завод
Тетиевский кирпичный завод (укр. Тетіївський цегельний завод) — промышленное предприятие в городе Тетиев Киевской области.

## История
Тетиевский кирпичный завод был построен в соответствии с шестым пятилетним планом развития народного хозяйства СССР и введён в эксплуатацию в 1958 году.
В 1970 году производственные мощности предприятия составляли 8,8 млн. штук кирпича в год
После создания в марте 1989 года агропромышленного комбината "Тетиевский", кирпичный завод был включён в состав агропромышленного комбината.
В целом, в советское время кирпичный завод входил в число крупнейших предприятий города.
После провозглашения независимости Украины государственное предприятие было преобразовано в открытое акционерное общество.
В декабре 2015 года здания, сооружения и земельный участок кирпичного завода были выставлены на продажу.